# Peter II van Moldavië
Peter II, ook Petru Mușat (gestorven 1391) was Woiwode (prins) van Moldavië van 1374 tot zijn dood. Onder zijn regeerperiode kende Moldavië een eerste politieke, militaire en economische hoogtijd. Hij werd opgevolgd door Roman, een zoon uit zijn eerste huwelijk.
Peter zorgde voor consolidatie van zijn rijk door de bouw van een reeks forten. Hij maakte Suceava tot zijn hoofdstad en liet er een kasteel en een aantal versterkingen bouwen. Het religieuze leven werd georganiseerd en er werd een eerste metropoliet aangeduid voor Moldavië. Ook wordt de stichting van het klooster van Neamț aan hem toegeschreven.